# Nationalisme portoricain

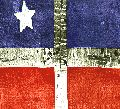
Drapeau originel du mouvement révolutionnaire de Lares.

Le nationalisme portoricain promeut l'indépendance de Porto Rico par rapport aux États-Unis, l'île possédant actuellement le statut d'État libre associé.

## Histoire
Le Parti nationaliste de Porto Rico fut jusqu'aux années 1950 le principal mouvement promouvant l'indépendance de l'ile, il se dissout en 1965. Son principal défenseur actuel est le Parti indépendantiste portoricain dont le président est Rubén Berríos.
La Central Intelligence Agency (CIA) avait des bureaux à Porto Rico jusqu'aux années 1970. La CIA cherchait à cette époque des informations sur l'influence d'autres pays sur le mouvement indépendantiste de Porto Rico.
Une opération nommé "carpeta", faisait partie d'une opération de surveillance menée pendant des décennies et visant plus de 150 000 Portoricains, ciblant principalement les partisans de l'indépendance portoricaine. La Cour suprême de Porto Rico a ordonné la restitution des dossiers en 1988. Des milliers de Portoricains ont été autorisés à récupérer leurs dossiers, lors de la surveillance des indépendantistes par les États-Unis.
En mars 2023, Cuba promeut l'attachement historique à l'autodétermination et à l'indépendance du peuple de Porto Rico.
En mars 2025, des membres du Congrès font pression sur le président Donald Trump, pour qu'il envisage de faire de Porto Rico une nation indépendante. Un projet de décret suggère de faire de Porto Rico, une nation indépendante.

### Événements majeurs du nationalisme portoricain
- Grito de Lares
- Révolte de Jayuya
- Tentative d'assassinat de Harry S. Truman
- L'attentat de 1954 au Capitole

### Nationalistes portoricains
- Pedro Albizu Campos
- Rubén Berríos
- Ramón Emeterio Betances
- Blanca Canales
- Filiberto Ojeda Ríos
- Segundo Ruiz Belvis
- Lolita Lebrón
- Rafael Cancel Miranda
- Andres Figueroa Cordero
- Irving Flores Rodríguez
- Oscar López Rivera

### Partis nationalistes portoricains
- Parti indépendantiste portoricain
- Parti nationaliste de Porto Rico
- Young Lords (groupe des années 1960-70 basé aux États-Unis)